# Mavčiče
Mavčiče – wieś w Słowenii, w gminie miejskiej Kranj. W 2018 roku liczyła 470 mieszkańców. 